# Mercedes-Benz W221
Mercedes-Benz W221 — пятое поколение флагманской серии представительских автомобилей S-Класса немецкой марки Mercedes-Benz, выпускавшихся с 2005 по 2013 год. Пришло на смену модели W220. В 2009 году автомобиль получил рестайлинг, в ходе которого были внесены внешние модификации и обновление модельного ряда двигателей. В 2013 производство автомобиля W221 было закончено, а на смену ему пришла модель Mercedes-Benz W222.

## История

### Предыстория
Разработка замены автомобилю Mercedes-Benz W220 началась в 1999 году. Проектные работы внешнего вида нового S-Класса разрабатывались на студии «Advanced Design Center» в Токио в 2000 году. Окончательный вариант дизайна был утверждён Горденом Вагенером в Зиндельфингене, Германия, на студии «Advanced Design Center» в 2001 году, однако был заморожен в начале 2002 года. После завершающих доработок в декабре 2002 года окончательный дизайн был показан журналистам на частном семинаре. Тогда же были озвучены и сроки появления первой серийной модели нового S-Класса — июнь 2005 года.
4 декабря 2003 года дизайн автомобиля был официально запатентован в Германии.

### 2005—2009
Mercedes-Benz W221 был впервые показан публике на Франкфуртском автосалоне осенью 2005 года. В экстерьере автомобиля (особенно в больших колёсных арках) явно просматривались мотивы ретро-стайлинга, а также влияние лимузина Maybach W240. Первыми моделями в серии стали S 350, S 500, S 600 и S 320 CDI.
В ноябре 2005 года автомобиль Mercedes-Benz W221 получил награду «Золотой руль 2005». Через год в сентябре была представлена версия купе на базе W221 — новый Mercedes-Benz C216 (CL-Класс) — 7-е поколение больших двухдверных автомобилей от немецкого автопроизводителя. 178 000 роскошных купе было создано компанией начиная с 1952 года. Кроме того для глав государств и иных важных лиц была выпущена бронированная версия автомобиля S 600 Guard.
В 2008 году на Парижском автосалоне был представлен лимузин Mercedes-Benz V221 S 600 Pullman Guard, бронированный по уровню B6/B7. В том же году из-за резкого роста мировых цен на топливо и заинтересованности общественности в экологичных технологиях, впервые в истории S-Класса появилась гибридная модель S 400 Hybrid.

### 2009—2013
Разработка дальнейшего усовершенствования W221 началась в 2006 году. Конструктивные изменения утвердили в начале 2007 года.
8 апреля 2009 года компания анонсировала выход рестайлинговой модели в Штутгарте, Германия. При обновлении S-Класс получил опционную полноприводную трансмиссию, ряд новых электронных систем, гибридную версию, обновлённый трёхлитровый бензиновый V6 двигатель мощностью 231 л. с., а также модернизированные шести- и восьмицилиндровые дизели с технологией BlueTEC и фильтрами в выпускной системе. Внешние изменения включают модернизацию фар с полосками светодиодов, светодиодные задние фонари, более строгий передний бампер со светодиодными «габаритами» и новые патрубки выпускной системы. Кроме того, автомобиль получил дисплей с технологией «Split View», благодаря которой водитель и передний пассажир на одном экране, расположенном в центре передней панели, видят разную «картинку». Обновлённый S-Класс унаследовал также несколько новых систем безопасности от нового седана W212 (E-Класс). Это система слежения за разметкой и «мертвыми» зонами, функция распознавания дорожных знаков, «умные» фары головного света, которые «видят» встречный автомобиль и корректируют световой пучок для предотвращения ослепления водителей. Кроме того, у S-Класса появилась система, которая предупреждает водителя об усталости, а также новая версия адаптивного круиз-контроля с функцией экстренного торможения в случае возникновения аварийной ситуации.

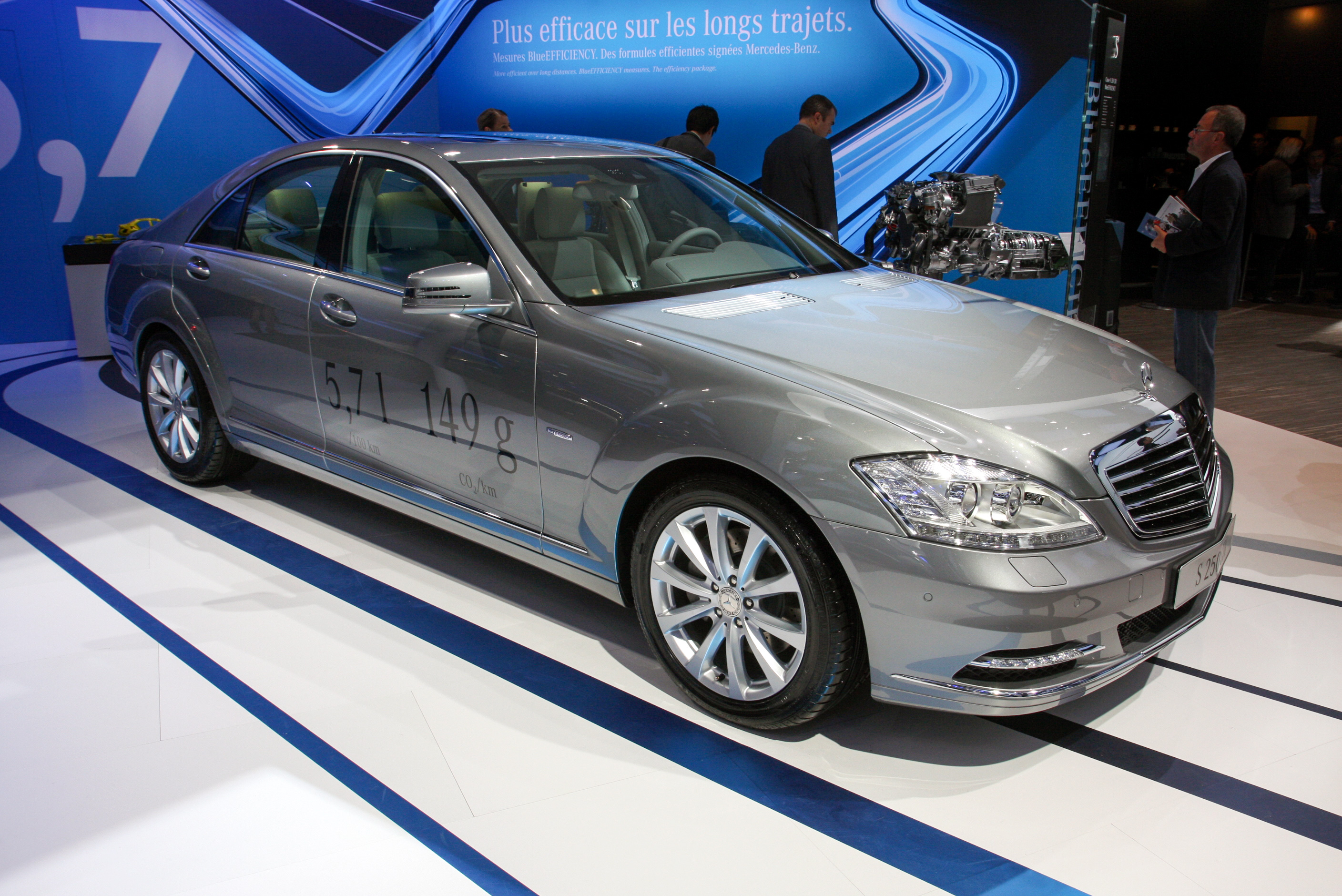
Mercedes-Benz S 250 CDI (W221), 2010

В 2010 году на Парижском автосалоне была представлена дизельная модель S 250 CDI BlueEFFICIENCY. Силовой агрегат автомобиля представляет собой 4-цилиндровый дизельный двигатель, который производит 150 кВт (204 л. с.) и 500 Н·м крутящего момента. Несмотря на этот относительно небольшой двигатель S 250 CDI разгоняется с 0 до 100 км/ч за 8,2 с. Максимальная скорость составляет 240 км/ч. На 100 км модель потребляет 5,7 л топлива. Норма выброса вредных веществ составляют CO2 149 г/км. Для достижения этих цифр инженеры Mercedes-Benz оснастили двигатель двумя турбонагнетателями, системой «старт-стоп» и модернизированной автоматической 7-ступенчатой коробкой передач 7G-Tronic Plus.
В 2012 году модель S 250 CDI BlueEFFICIENCY завоевала награду «World Green Car of the Year».
15 мая 2013 года было объявлено о прекращении выпуска автомобиля Mercedes-Benz W221, на смену которому пришёл новый седан W222.

## Описание

### Экстерьер
Внешний дизайн W221 существенно отличается от своего предшественника. Автомобиль выглядит гораздо более внушительным, более современным и динамичным. Задняя часть позаимствована у Mercedes-Benz Maybach. Большие цельные фары похожи на переднюю оптику предшественника, однако они сильнее заострены и больше соответствуют духу времени.
Новый флагман от компании Mercedes-Benz больше чем его предшественник во всех отношениях. На выбор предоставляется два варианта кузова: SWB (короткая колёсная база) длиной в 5076 мм или LWB (удлинённая колёсная база) длиной в 5206 мм, что на 33 и 43 мм больше, чем соответствующие модели предыдущего S-класса (W220). Колёсная база увеличилась на 70/80 мм до 3035/3165 мм. Кузов также стал на 16 мм шире и на 29 мм выше.
Автомобиль W221 доступен в варианте с укороченной колёсной базой (S) во всех странах, за исключением США, Мексики, России, Китая и Индонезии, где все модели поставляются в удлинённом варианте (L).

### Интерьер

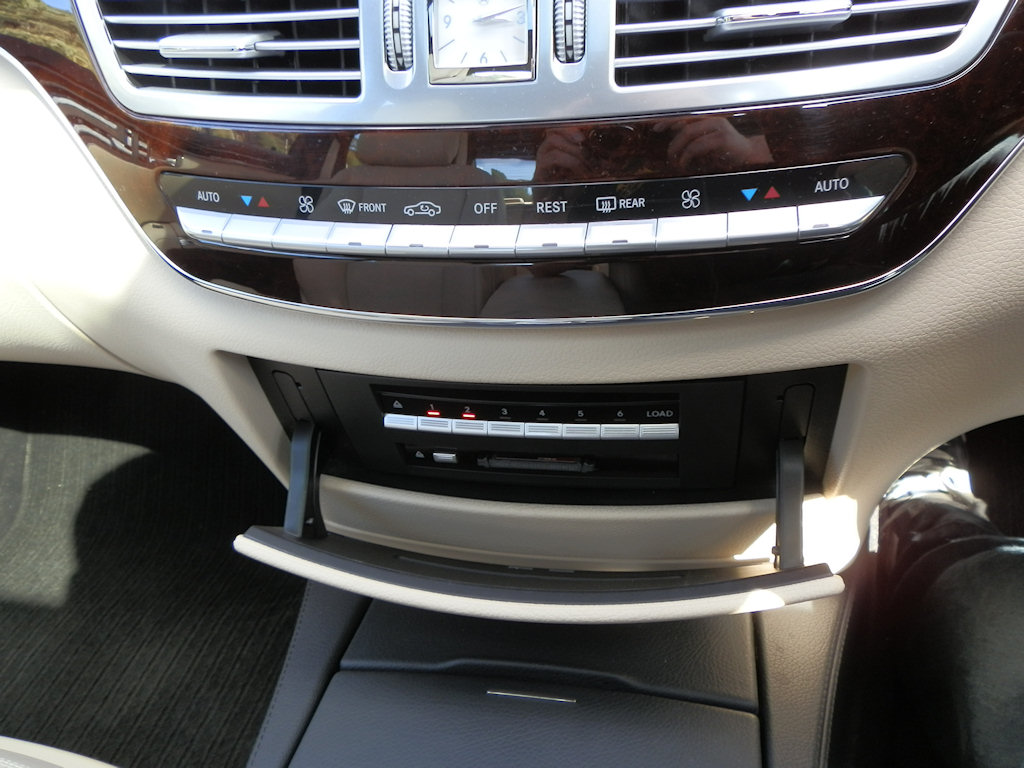
Центральная консоль S500 (W221), 2007

Увеличение габаритов кузова позволило расширить и пространство внутри салона автомобиля. Ширина внутренней части кузова на уровне плеч и ширина свободного пространства для переднего и задних пассажиров увеличились на 39 миллиметров, в то время как высота стала больше на 5 мм. В варианте с увеличенной колёсной базой расстояние между сиденьями больше на 10 мм, а пространство для колен — на 11.
Атмосферу интерьера формируют отделка их ценных пород дерева и хрома, алюминиевые контуры элементов управления и тщательно подобранные цвета. Полированные, чёрные поверхности дисплеев образуют привлекательный контраст с металлическими, серебристыми переключателями.
Широкая приборная панель включает большое число различных элементов управления автомобилем и средствами развлечения. Водителю и пассажирам доступны мультимедийная система «Command» с внутренним жёстким диском, радио, ТВ-тюнер, CD/DVD-чейнджер, телефон, автоматический климат-контроль и навигационная система. Управление мультимедиа также осуществляется при помощи кнопок на многофункциональном рулевом колесе. Основная центральная часть приборной панели занимает новый цветной экран. Нижний край дисплея обладает обычным текстовым меню с 7 пунктами индивидуальных настроек, режимов отображения и операционных функций. Аналоговый спидометр заменён на электронный дисплей.

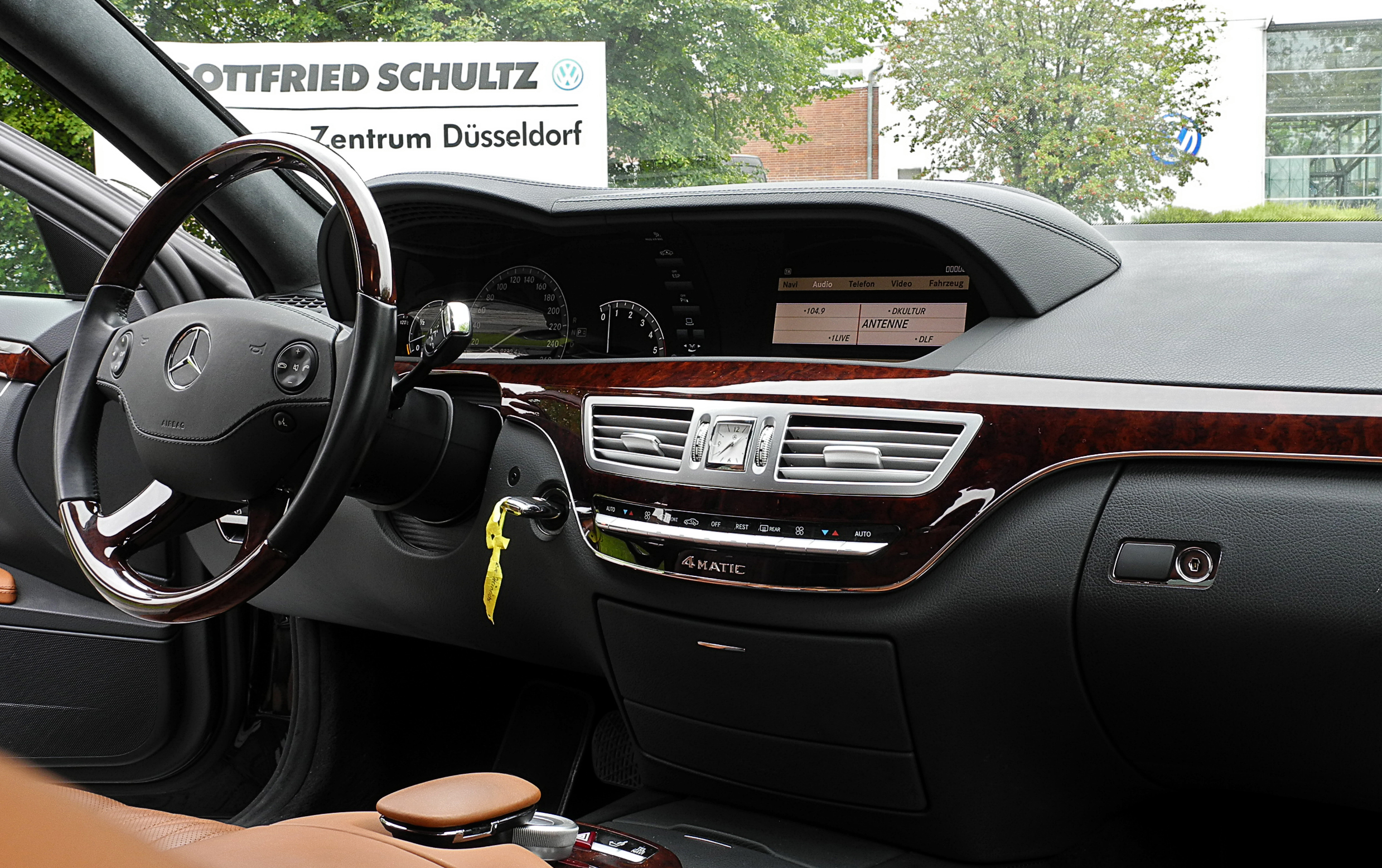
Интерьер S320 CDI 4MATIC L (V221)

Для удобства переключения передач на W221 разработана и применена технология «Direct Select», позволяющая осуществлять электронное управление 7-ступенчатой автоматической коробкой передач, подталкивая рычаг справа от рулевой колонки. Благодаря этой технологии инженеры Mercedes-Benz смогли отказаться от обычного рычага селектора на центральной консоли, а также реконструировать часть кузова, где располагается классический переключатель передач.
Сиденья автомобиля W221 также были пересмотрены. Электрически регулируемые передние сидения с поясничной опорой являются стандартным оборудованием всех моделей серии. По заказу могут быть установлены особые роскошные сиденья с отоплением и вентиляцией, мультиконтурные (передние и задние) и динамические мультиконтурные сиденья (спереди) с массажем, чьи подушки и спинки адаптируются к соответствующей дорожной ситуации для того, чтобы обеспечить наилучшую боковую поддержку. Интенсивность и скорость функции массажа динамических мультиконтурных сидений можно регулировать в четыре этапа при помощи системы «Command».
Ёмкость багажника увеличилась на 60 литров до 560 литров (метод измерения VDA).

### Шасси

#### Подвеска
Все модели, за исключением S 63 AMG, S 600 L и S 65 AMG, использовали подвеску «Airmatic» с пневмостойками вместо обычных пружин. Опционально предлагалась гидравлическая активная подвеска «Active Body Control» (для S 63 AMG, S 600 L, S 65 AMG она устанавливалась в стандартной комплектации). Эта система не могла сочетаться с пневматическими стойками и обеспечивала меньшую плавность хода, однако позволяла в реальном времени компенсировать крены в поворотах. Кроме того, подвеска ABC позволяла регулировать уровень дорожного просвета автомобиля при помощи кнопки.
Полноприводные версии 4MATIC модели были представлены в 2006 году на Парижском автосалоне. Изначально это были автомобили S 450 4MATIC и S 500 4MATIC. В декабре к ним примкнула дизельная модификация S 320 CDI 4MATIC, а затем в середине 2007 года S 350 4MATIC. Все модели 4MATIC производились как в варианте с короткой колёсной базой, так и с удлинённой. Впоследствии S 320 CDI 4MATIC был заменён на S 350 CDI 4MATIC. Полный привод 4MATIC технически не мог сочетаться с гидравлической подвеской Active Body Control и 12-цилиндровыми двигателями (версии S 600 и S 65 AMG).

#### Трансмиссия
Модели, на которые не устанавливались двигатели V12, оснащались 7-ступенчатой автоматической коробкой передач 7G-Tronic. Автомобили S350, S350 4MATIC, S400 Hybrid, S450, S450 4MATIC и S500 оснащались АКПП 7G-Tronic Sport. Функция «Direct Select» делала коробку электронно-управляемой при помощи рычага на правой стороне рулевой колонки.
Модели с V12 двигателями оснащались 5-ступенчатой автоматической коробкой 5G-Tronic. На S65 AMG стояла AMG SpeedShift MCT с функцией «Direct Select».
Начиная с 2009 года S63 AMG поставлялась с 7-ступенчатой коробкой 7G-Tronic AMG SpeedShift, а S65 AMG с 5-ступенчатой AMG SpeedShift.

### Двигатели

#### Бензиновые
| Модель                   | Годы производства | Тип двигателя/код                 | Мощность, крутящий момент при об/мин                      |
| ------------------------ | ----------------- | --------------------------------- | --------------------------------------------------------- |
| S280 / S300              | 2007—2013         | 2997 см³ V6 (M272)                | 170 кВт / 231 л. с. при 6000, 300 Н·м при 2400—5000       |
| S350                     | 2005—2009         | 3498 см³ V6 (M272)                | 200 кВт / 272 л. с. при 6000, 350 Н·м при 2400—5000       |
| S350 (2010+ фейслифтинг) | 2010—2013         | 3498 см³ V6 (M276)                | 225 кВт / 306 л. с. при 6500, 370 Н·м при 3500            |
| S350 4MATIC              | 2007—2013         | 3498 см³ V6 (M272)                | 200 кВт / 272 л. с. при 6000, 350 Н·м при 2400—5000       |
| S400 HYBRID              | 2009—2013         | 3498 см³ V6 (M272)                | 205 кВт / 279 л. с. при 6000, 350 Н·м при 2400—5000       |
| S400 HYBRID              | 2009—2013         | 3-фазный AC мотор (внешний ротор) | 15 кВт / 20 л. с. при 6000, 160 Н·м                       |
| S400 HYBRID              | 2009—2013         | Всего                             | 220 кВт / 299 л. с., 385 Н·м при 2400—5000                |
| S450, S450 4MATIC        | 2006—2013         | 4663 см³ V8 (M273)                | 250 кВт / 340 л. с. при 6000, 460 Н·м при 2700—5000       |
| S500/550                 | 2005—2010         | 5461 см³ V8 (M273)                | 285 кВт / 388 л. с. при 6000, 530 Н·м при 2800—4800       |
| S500/550                 | 2011—2013         | 4663 см³ V8 битурбо (M278)        | 320 кВт / 435 л. с. при 6000, 700 Н·м при 2800—4800       |
| S500/550 4MATIC          | 2006—2013         | 5461 см³ V8 (M273)                | 285 кВт / 388 л. с. при 6000, 530 Н·м при 2800—4800       |
| S600, S600 Guard         | 2006—2013         | 5513 см³ V12 битурбо (M275)       | 380 кВт / 517 л. с. при 5000, 830 Н·м при 1800—3500       |
| S600 Guard Pullman       | 2008—2013         | 5513 см³ V12 битурбо (M275)       | 380 кВт / 517 л. с. при 5000, 830 Н·м при 1800—3500       |
| S63 AMG                  | 2006—2010         | 6208 см³ V8 (M156)                | 386 кВт / 525 л. с. при 6800, 630 Н·м при 5200            |
| S63 AMG                  | 2011-2013         | 5461 см³ V8 битурбо               | 544 л. с.                                                 |
| S65 AMG                  | 2006—2013         | 5980 см³ V12 битурбо (M275)       | 450 кВт / 612 л. с. при 4800—5100, 1000 Н·м при 2000—4000 |

S280 продавался только в Великобритании, Ирландии и Азии (под названием S300).
S500 именовался как S550 в Канаде, США и Японии.

#### Дизельные
| Модель                                    | Годы производства | Тип двигателя/код           | Мощность, крутящий момент при об/мин                |
| ----------------------------------------- | ----------------- | --------------------------- | --------------------------------------------------- |
| S250 CDI                                  | 2009—2013         | 2143 см³ I4 битурбо (OM651) | 150 кВт / 204 л. с. при 4200, 500 Н·м при 1600—1800 |
| S300 BlueTec HYBRID                       | 2009—2010         | 2987 см³ V6 электромотор    | 560 Н·м                                             |
| S320 CDI, S320 CDI 4MATIC                 | 2006—2008         | 2987 см³ V6 турбо (OM642)   | 173 кВт / 235 л. с. при 3600, 540 Н·м при 1600—2400 |
| S320 CDI BlueEFFICIENCY                   | 2008—2009         | 2987 см³ V6 турбо (OM642)   | 173 кВт / 235 л. с. при 3600, 540 Н·м при 1600—2400 |
| S350 CDI BlueEFFICIENCY, S 350 CDI 4MATIC | 2009—2013         | 2987 см³ V6 турбо (OM642)   | 173 кВт / 235 л. с. при 3600, 540 Н·м при 1600—2400 |
| S350 4MATIC BlueTec (US)                  | 2012—2013         | 2987 см³ V6 турбо           | 180 кВт / 240 л. с. при 3600                        |
| S420 CDI                                  | 2006—2009         | 3996 см³ V8 битурбо (OM629) | 235 кВт / 320 л. с. при 3600, 730 Н·м при 2200      |
| S450 CDI                                  | 2009—2011         | 3996 см³ V8 битурбо (OM629) | 235 кВт / 320 л. с. при 3600, 730 Н·м при 2200      |

S350 CDI 4MATIC в Германии именовался как S350 CDI 4MATIC BlueEFFICIENCY.

### Безопасность
Как и в случае всех других поколений S-класса, автомобиль W221 являет собой сосредоточие улучшенных и новых технологий и систем, в том числе систем безопасности пассажиров и водителя.
Новый S-класс оснащается системой «Brake Assist Plus», которая отслеживает транспортные средства впереди автомобиля при помощи специального радара и выдаёт предупреждение, если расстояние до переднего автомобиля слишком мало или скорость движения не позволяет заблаговременно произвести остановку. Если столкновение неизбежно, система самостоятельно рассчитывает необходимое усилие воздействия на тормоз за доли секунды и применяет его даже в том случае, если водитель применяет слишком мало давления на педаль тормоза.
Совместно с системой «Brake Assist Plus» функционируют адаптивные стоп-сигналы, которые предупреждают следующий за автомобилем трафик путём частого мигания во время экстренного торможения.
Безопасность пассажиров обеспечивает система «Pre-safe». В случае выдвижения предположения о неизбежной аварии (малое усилие на педали тормоза или неизбежность заноса) на основе показаний с датчиков система автоматически напрягает передние ремни безопасности в качестве меры предосторожности и раздувает воздушные подушки по контурам для подготовки к возможному удару. Впервые инженеры Mercedes-Benz интегрировали функции безопасности в боковые окна этой концепции превентивной защиты — они автоматически закрываются при угрозе аварии.
«Brake Assist Plus» доступен в сочетании с улучшенным круиз-контролем «Distronic Plus». С использованием радара система функционирует на всех скоростях от 0 до 200 км/ч. В режиме «Stop & Go» данная технология поддерживает новый S-класс на необходимом расстоянии от впереди идущего автомобиля, автоматически применяя торможение при необходимости и ускоряя его обратно до требуемой скорости при начале движения.
Пакет оборудования с «Brake Assist Plus» и «Distronic Plus» также включает в себя новую систему помощи при парковке, которая использует радиолокационные датчики. Они имеют большую дальность действия, чем ультразвуковые сенсоры, поэтому водитель заранее получает предупреждение о надвигающемся столкновении при движении задним ходом в место для стоянки. Функция «Speedtronic» позволяет не превышать скорость движения транспортного средства на дорогах с ограничением скорости.

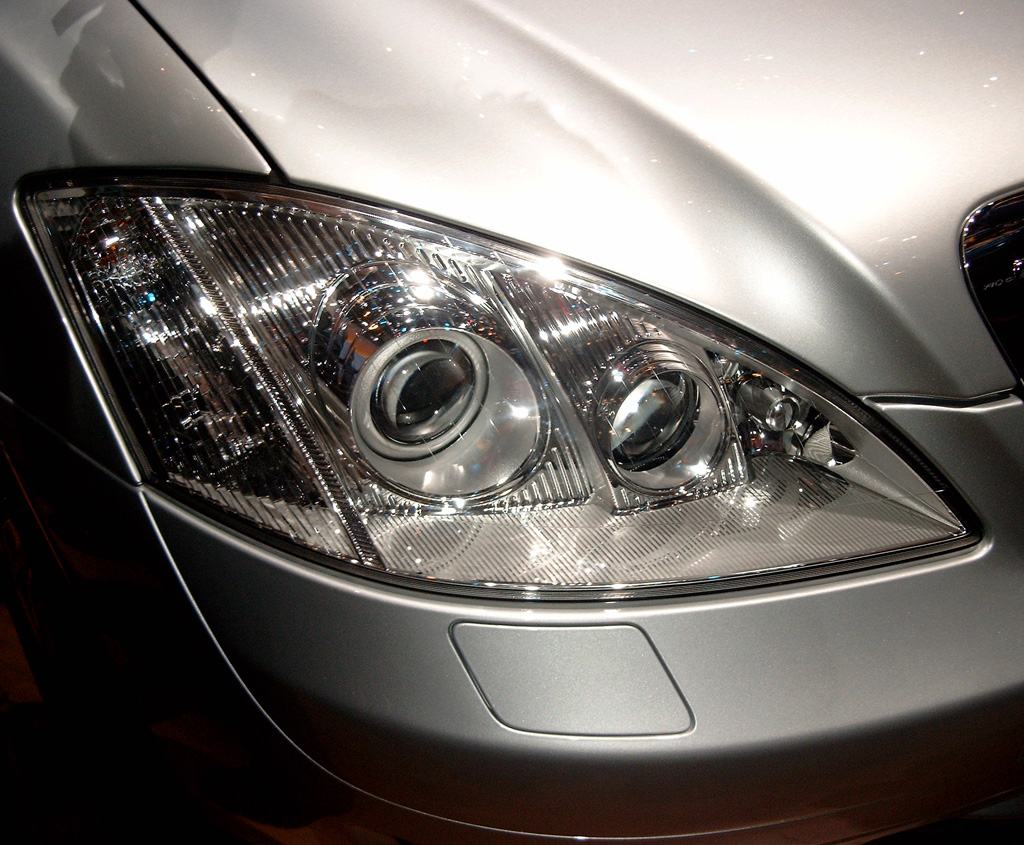
Датчики системы «Night View Assist» в передней оптике W221

Благодаря инновационной системе ночного видения «Night View Assist», премьера которой состоялась в новом S-классе, компания Mercedes-Benz внесла значительный вклад в снижение риска возникновения несчастных случаев в тёмное время суток. Данная технология основана на инфракрасном свете, который невидим для человеческого глаза, и поэтому не будет ослеплять водителей встречного движения. Два инфракрасных датчика в передних фарах освещают 150 м дороги впереди автомобиля. Инфракрасная камера, установленная на внутренней части ветрового стекла, фиксирует отражённое изображение дорожной обстановки и отображает его на приборной панели. Благодаря системе ночного видения водитель получает сведения о наличии перед ним пешеходов, велосипедистов, припаркованных автомобилей и иных препятствий гораздо раньше, чем их осветят обычные фары ближнего или дальнего света. Би-ксеноновые фары включают технологию активного управления светом (англ. Active Light Control), что позволяет перестраивать пучок света в направлении движения путём поворота блоков вместе с рулевым колесом.
Сиденья автомобиля оснащаются ремнями безопасности с преднатяжителями, ограничителями усилия натяжения и автоматической регулировкой высоты ремня. W221 также содержит множество других функций безопасности, в том числе проработанные передние и задние зоны деформации, восемь двухступенчатых подушек безопасности, антиблокировочная система (ABS), электронный контроль устойчивости (ESP), складная рулевая колонка, а также система контроля тяги.
После рестайлинга 2009 года автомобиль обзавёлся дополнительными (или модернизированными) системами безопасности:

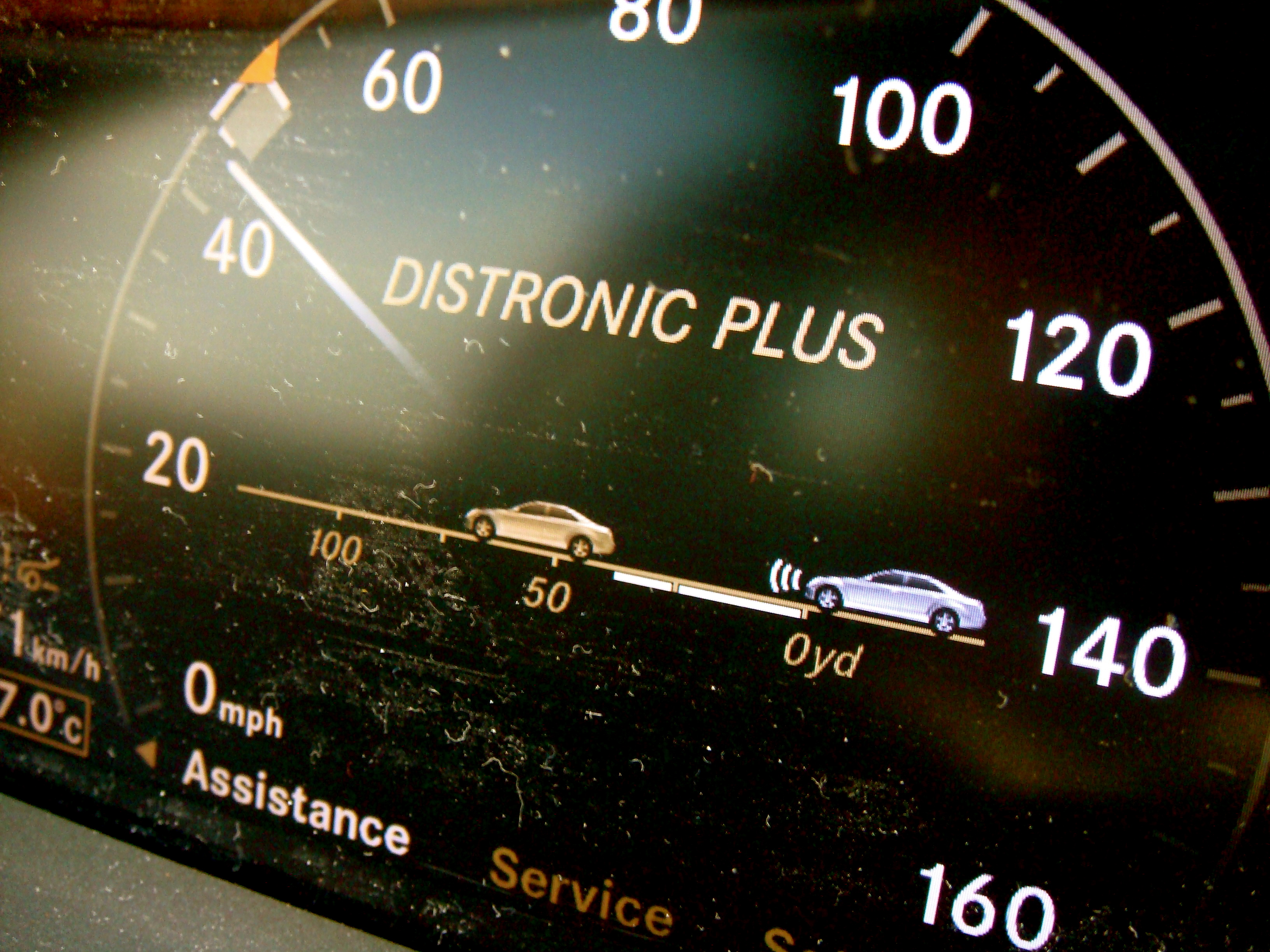
Экран круиз-контроля «Distronic Plus»

- «Adaptive Highbeam Assist» — уменьшает световой пучок с целью недопущения ослепления водителей на полосе встречного движения;
- «Blind Spot Assist» — мигающий индикатор на боковых зеркалах, активирующийся при обнаружении автомобиля в «слепой зоне»;
- «Lane Keeping Assist» — система удержания транспортного средства в своей полосе движения;
- «Speed Limit Assist» — система обнаружения знаков с ограничением скорости и отображения её на экране центрального дисплея (стандарт для S600);
- «Attention Assist» — технология контроля усталости водителя на основе более 70 различных параметров, которая выдаёт предупредительный сигнал для привлечения внимания (не входит в базовую комплектацию S400 Hybrid);
- «Active Body Control» со стабилизацией при боковом ветре — использует датчики ESP для того, чтобы изменить распределение нагрузки на колесо через амортизационные стойки ABC в зависимости от направления и интенсивности бокового ветра (стандарт для S600);
- «Torque Vectoring Brake» — система, распознающая угрозу сноса передней оси в поворотах при помощи ESP, и целенаправленно воздействующая на тормозной механизм заднего, внутреннего по отношению к повороту колеса для стабилизации;
- обновлённая система «Pre-safe Brake» распознает столкновение и применяет тормозную систему за 0,6 с до угрозы;
- система ночного видения «Night View Assist Plus» с функцией распознавания пешеходов;
- система «Command» с двумя экранами «Splitview»;
- навигационная система «Comand Aps» с 40-гигабайтным жёстким диском заменила DVD-проигрыватель;
- активный руль («Direct-Steer»).

### Комфорт

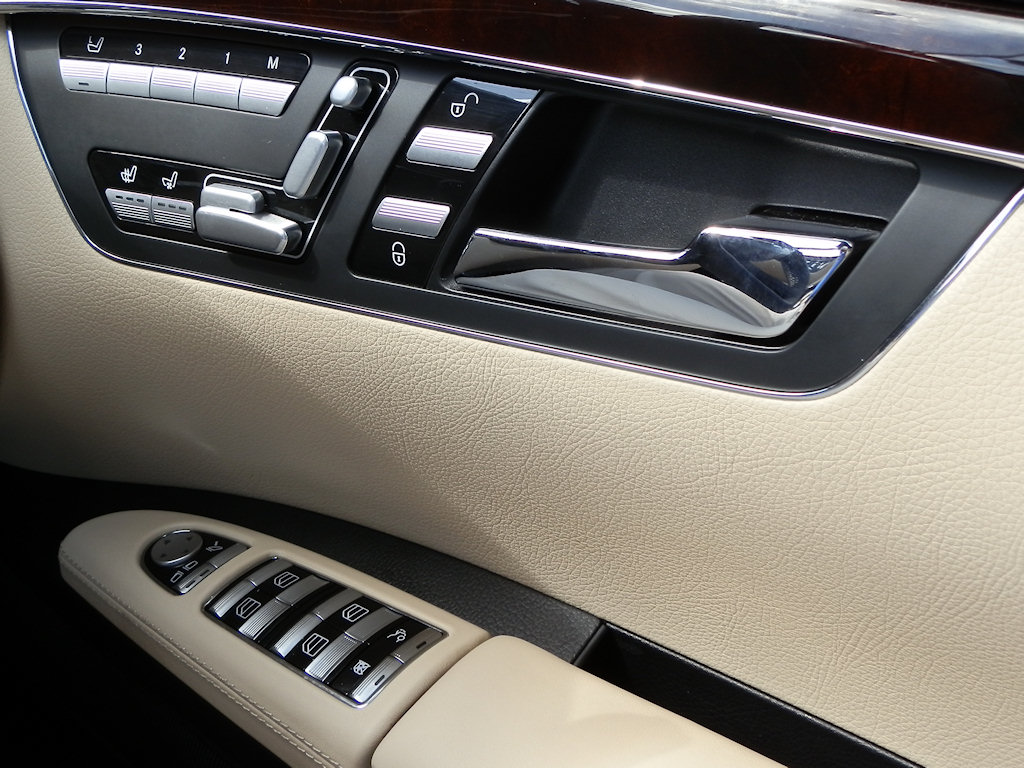
Элементы управления сиденьями, блокировкой дверей, зеркалами и крышкой багажника на W221 S500 2007 года

Для обеспечения комфортного использования транспортного средства на автомобиле устанавливаются (в базовой комплектации или на заказ) следующие системы и технологии:
- электрически регулируемые сиденья с подогревом (по заказу могут быть установлены другие сиденья, а также система вентиляции);
- чувствительное к скорости рулевое колесо;
- стеклоочистители с датчиками дождя и двумя настройками чувствительности;
- полностью автоматическая система климат-контроля с пыльцой и угольными фильтрами, тремя различными режимами вентиляции и подогревом в области ног;
- электрорегулируемые, складывающиеся зеркала с подогревом (с памятью на некоторых моделях);
- электронный стояночный тормоз;
- самозакрывающиеся двери и крышка багажного отсека (стандарт на некоторых моделях, под заказ на других);
- дополнительный электронный ключ «Keyless Go»;
- дополнительный волоконно-оптический пакет освещения для приборной панели, дверей, пространства для ног и других областях;
- парктроник;
- камера заднего вида предлагается (в качестве опции);
- биксеноновые фары ближнего света с технологией «Headlamp Assist» (автоматическая активация при недостаточном освещении) с опциональной системой «Active Light System»;
- электрические складывающиеся задние подголовники;
- электрически регулируемая рулевая колонка с функцией лёгкой посадки в салон автомобиля;
- модели с удлинённой колёсной базой модели имеют электрически регулируемые задние сиденья (опция для других моделей);
- опциональная система открытия дверей гаража, интегрированная в зеркало заднего вида;
- система предупреждения о падении давления в шинах. Дополнительно может быть установлен монитор, отображающий данные о текущем давлении в шинах.

## ESF 2009

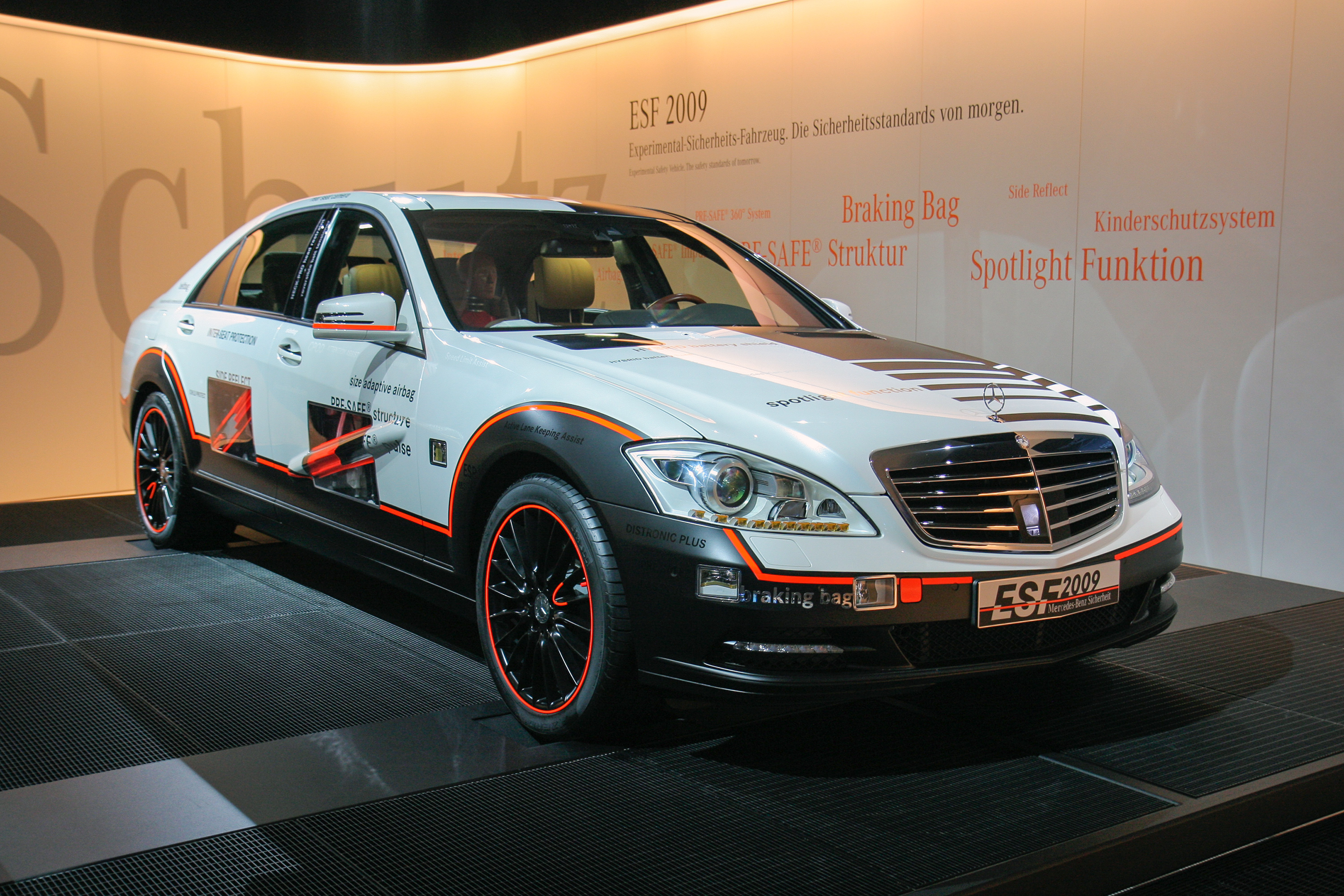
Экспериментальный концепт-кар ESF 2009

ESF 2009 — концепт-кар, основанный на S400 HYBRID. Представляет собой экспериментальный автомобиль повышенной безопасности. Автомобиль был представлен на конференции по улучшению безопасности автомобилей, проходившей в 2009 году в Штутгарте.
В автомобиле применили большое число различных систем безопасности. Специальные дополнительные защитные секции в дверях надуваются при помощи сжатого газа в случае, когда электроника решает, что авария неизбежна. При ударе сзади специальная система автоматически тормозит автомобиль с целью не допустить соприкосновения со спереди стоящими транспортными средствами.
Впоследствии многие инновационные системы безопасности Mercedes-Benz ESF 2009 были применены на новейших автомобилях компании, таких как Mercedes-Benz W222, Mercedes-Benz C216 и других.

## Concept Ocean Drive
Концепт-кар Ocean Drive от компании Mercedes-Benz был представлен в январе 2007 года на автосалоне в Детройте. Четырёхдверный кабриолет основан на удлинённой версии S600. Несмотря на длину и отсутствие боковых стоек жёсткость кузова сохранена на высоком уровне. Огромная матерчатая крыша, накрывающая сразу два ряда сидений, складывается электроприводами всего за 20 секунд.
Автомобиль оснащён увеличенной решёткой радиатора, измененными светодиодными фарами и задними фонарями, системой отопления шеи «Airscarf» на всех 4 сиденьях. Концепт также содержит бесколоночные окна, которые обеспечивают беспрепятственный обзор для пассажиров при снятой крыше.

## S63 и S65 AMG

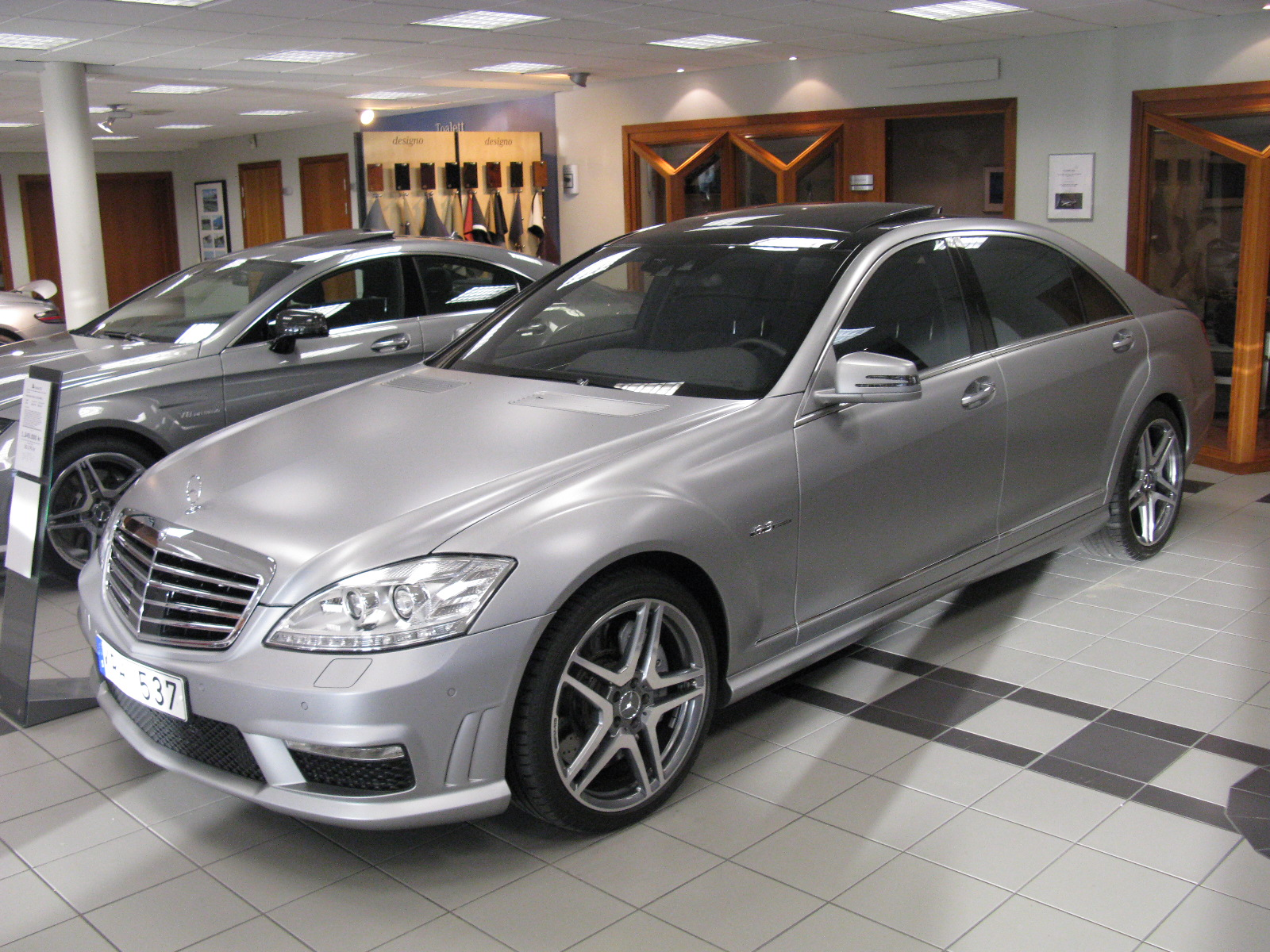
S63 AMG (W221)

Модификации S63 и S65 — самые мощные версии S-класса, параллельно выпускаемые подразделением Mercedes-AMG. Обе версии были представлены в 2006 году. S63 AMG производился в версии со стандартной и удлиненной (+130 мм) базой, S65 AMG — только с длинной базой. Привод — только на задние колеса.
Изначально Mercedes-Benz S63 AMG в кузове W221 оснащался атмосферным V-образным 8-цилиндровым двигателем M156, первым самостоятельно разработанным мотором AMG. Индекс S63 не является точным отражением объёма двигателя: рабочий объём составляет не 6,3, а 6,2 л (6208 см³). Обозначение S63 — дань памяти модели Mercedes-Benz 300SEL 6.3 AMG (кузов W109), гражданской версии гоночного седана, победившего в суточном кольцевом марафоне Спа-Франкошам в 1971 году. Двигатель M156 устанавливается на целый ряд моделей AMG с индексом 63 и имеет разные выходные характеристики. На S63 AMG мотор развивал 525 л. с. работал в паре с 7-ступенчатой автоматической трансмиссией AMG Speedshift, спортивной версией гидромеханического «автомата» 7G-Tronic.
Ещё более мощный Mercedes-Benz S65 AMG оснащается V-образным 12-цилиндровым двигателем с двумя турбокомпрессорами. AMG-версия мотора M275 от S600 на S65 W221 развивала 612 л. с. Как и Mercedes-Benz S600, S65 AMG оснащается усиленным 5-ступенчатым «автоматом». Разгон до 200 км/ч — 13,3 с.
В ходе рестайлинга в 2009 году S63 и S65 получили новые фары и задние фонари, другие бамперы и наружные зеркала, светодиодные дневные огни. Отличительные черты модификаций — два сдвоенных патрубка выпускной системы: на S65 они овальные, на S63 — трапециевидные. Отдача двигателей и динамические характеристики седанов не изменились, однако снизился расход топлива, несмотря на то, что машины стали тяжелее (кроме «короткого» S63). S63 с длинной базой прибавил 25 кг, S65 — 10 кг.
В 2010 году одновременно с рестайлингом купе Mercedes CL (кузов C216), в том числе AMG-модификаций, были представлены обновления S-класса от AMG. Модель S63 AMG сохранила индекс, но получила совершенно новый двигатель. Мотор M157 собран в подразделении Mercedes-AMG на основе нового битурбированного V8 двигателя с индексом M278, который с конца 2010 года заменил прежние атмосферные V8 (M273) на моделях Mercedes-Benz с индексом 500. Новый двигатель с меньшим рабочим объёмом получил двойной турбонаддув и непосредственный впрыск третьего поколения. Расход топлива обновлённого S63 сократился на 27 %.
На автомобиль установили новую автоматическую 7-ступенчатую трансмиссию AMG Speedshift MCT, которая вместо гидротрансформатора имеет т. н. «мокрое» многодисковое сцепление. Как и предшественница она умеет самостоятельно выполнять «перегазовку» (двойной выжим сцепления).
Mercedes S65 AMG изменился меньше, но сохранил статус одного из самых мощных серийных седанов в мире. Прибавил 18 л. с. в мощности (630 л. с.), 5 кг в массе (2275 кг) и снизил расход топлива ещё на 0,1 л (14,3 л/100 км).
Также автомобили получили систему «Torque Vectoring Brake», имитирующую работу активного заднего межколёсного дифференциала.

## Гибридные версии

### S 400 Hybrid

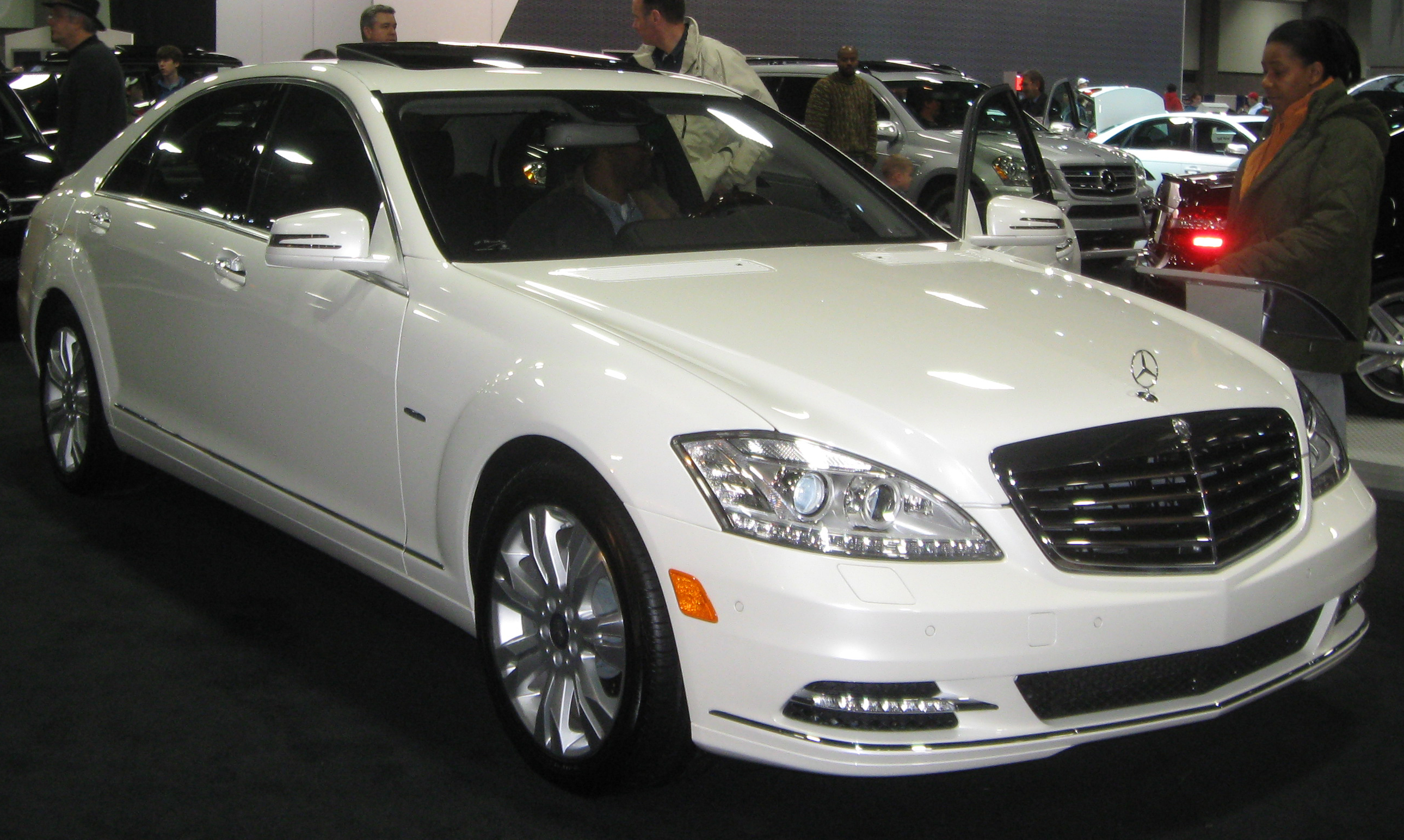
S400 Hybrid

В 2009 году после обновления S-класса появилась модель W221 с гибридной силовой установкой. Представлена она была на автосалоне в Чикаго.
Модель S400 hybrid представляет собой первый гибридный автомобиль с литий-ионным аккумулятором, предоставленным фирмой Continental AG. Топливные элементы предоставила компания «Johnson Controls-Saft».
Автомобиль оснащается 3.5-литровым бензиновым мотором V6, развивающим мощность в 220 кВт / 279 л. с., а также 20-сильным электромотором, который помогает автомобилю на разгоне и может работать как генератор на торможении. Кроме того, гибридный S-класс комплектуется системой «Старт-Стоп». В итоге расход топлива составляет всего 7.9 литров на сто километров.
В продажу автомобиль поступил с августа 2009 года (США), доставка дилерам наладилась в октябре. Японские модели поступили в продажу в октябре 2009 года.

### Vision S 500 Plug-in Hybrid
На Франкфуртском автосалоне 2009 года дебютировал прототип второй гибридной модификации S-класса — S500 Plug-in HYBRID. Машина оснащается 279-сильным бензиновым двигателем V6 3.5 с системой непосредственного впрыска нового поколения, а также 60-сильным (250 Н·м) электромотором, который подзаряжает литиево-ионные батареи и собирает энергию при торможении. Причём аккумуляторы заряжаются и от электросети. В зависимости от напряжения восстановление энергозапаса занимает от часа до четырёх с половиной.
На одной электротяге автомобиль преодолеет не более 30 км, а после вступит в строй ДВС. По данным Mercedes-Benz, уровень выбросов CO2 у такого гибрида составляет 74 грамма на километр, что на 28 граммов меньше, чем у гибрида Toyota Prius. Средний расход топлива составляет 3,2 литра на сто километров пробега, а разгон до «сотни» занимает 5,5 секунды. Когда Mercedes-Benz S 500 Plug-in HYBRID появится в серии пока не сообщается.

## Brabus

### SV12 R Biturbo 800

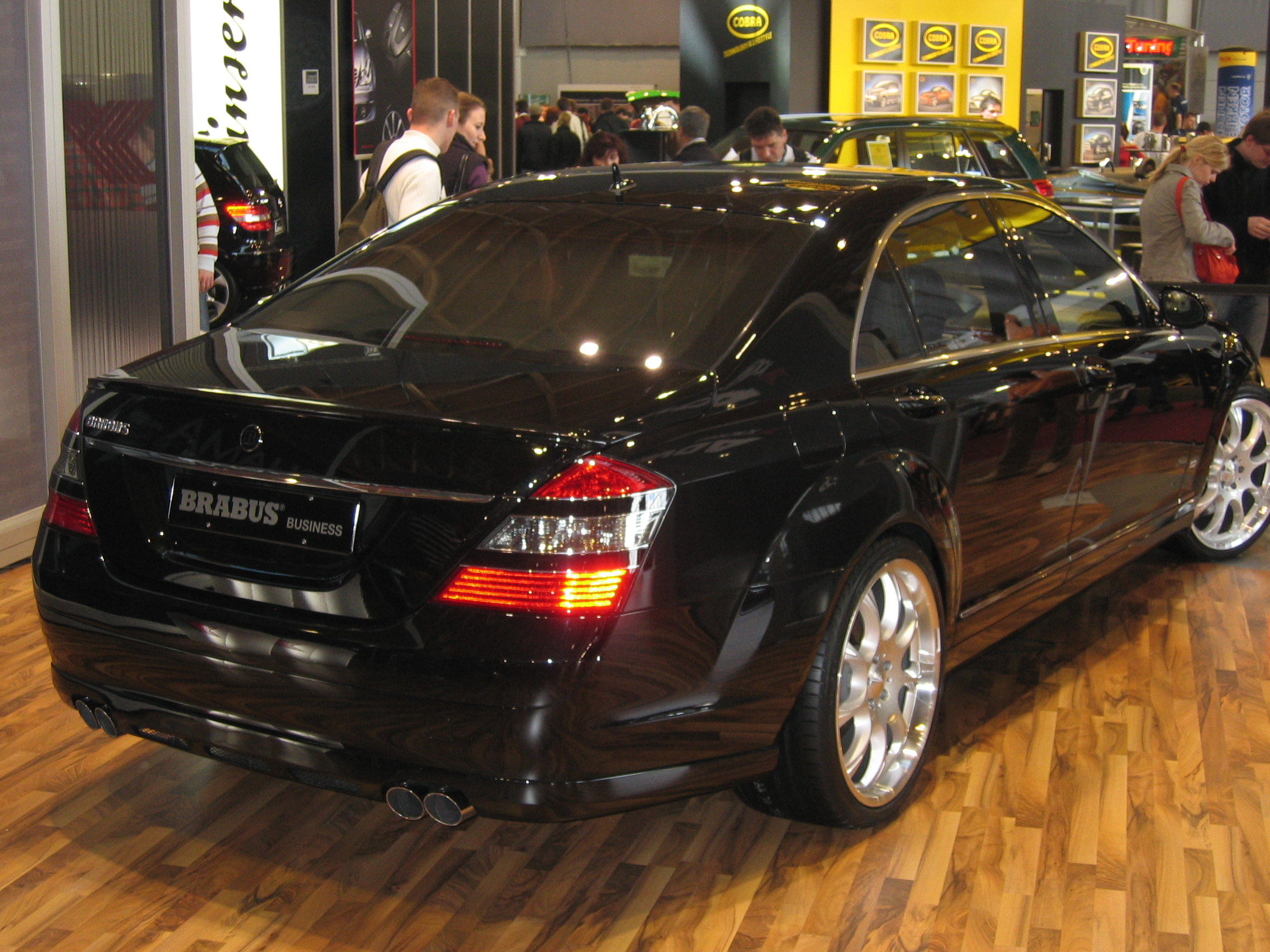
W221 Brabus

Под названием Brabus SV12 R Biturbo 800 тюнинг-ателье Brabus выпустило самый быстрый на момент выхода Mercedes-Benz S-класса. Объём базового 5.5-литрового битурбированного двигателя V12 (517 л. с., 830 Н·м) был увеличен до 6.3 л, кроме того мотор получил доработанные цилиндры и поршни, новые турбокомпрессоры с четырьмя интеркулерами, распредвалы, впускные коллекторы и программу управления двигателем. Благодаря этим доработкам двигатель стал выдавать мощность в 800 л. с. и 1420 Н·м крутящего момента. Но из-за ограничений усиленной 5-ступенчатой автоматической коробки передач его пришлось принудительно ограничить электроникой на отметке 1100 Н·м. Кроме того, автомобиль получил фирменный дифференциал повышенного трения с 40-процентной блокировкой.
По данным фирмы-производителя до 100 км/ч автомобиль разгоняется за 3,9 с, до 200 км/ч — за 10,3 с, а максимальная скорость составляет 350 км/ч. Для автомобиля предлагается новый модуль управления активной подвеской ABC, занижающий автомобиль на 15 мм, 21-дюймовые колёсные легкосплавные диски с покрышками Pirelli или Yokohama (на выбор), 12-поршневые тормозные механизмы с 380-миллиметровыми дисками на передней оси и 6-поршневые с 355-миллиметровыми дисками на задней.
Салон новинки также подвергся модификации: сиденья обшиты кремовой кожей, а в багажнике установлен компьютер компании Apple, который является частью продвинутой мультимедийной системы «iBusiness» с тремя мониторами, возможностью подключения iPad и управления всеми её функциями с помощью iPhone.

## Продажи
11 мая 2009 года компания Mercedes-Benz объявила о продаже 270 000 единиц автомобиля W221 с момента его запуска в серийное производство. Самой продаваемой моделью стала S500 с двигателем V8. Наиболее важными рынками сбыта для компании стали рынки таких стран, как США, Китай и Германия.
Всего за время производства было выпущено более 516 000 автомобилей W221:
- 85 900 в 2006 году[58];
- 85 500 в 2007 году[58];
- 90 600 в 2008 году[59],
- 53 400 в 2009 году[60];
- 66 500 в 2010 году[61];
- 68 969 в 2011 году;
- 65 128 в 2012 году.

| Календарный год | США                           | Германия | Китай  |
| --------------- | ----------------------------- | -------- | ------ |
| 2006            | 30 886                        | 10 985   |        |
| 2007            | 26 081                        | 8,262    |        |
| 2008            | 17 787                        | 8077     |        |
| 2009            | 11 199                        | 6617     |        |
| 2010            | 13 608 (955 гибридных версий) | 5177     | 25 000 |
| 2011            | 12 258                        | 4730     | 31 050 |
| 2012            | 11 794                        | 3304     | 33 140 |

## Награды
- Награда «Золотой руль» от «Bild am Sonntag», Германия, ноябрь 2005[57].
- Звание «Топовый роскошный автомобиль» по версии «Motor-Informations-Dienst», Германия, декабрь 2005[57].
- Звание «Лучший автомобиль в классе-люкс» по версии журнала «What Car?», Великобритания, январь 2006[57].
- Награда «Fleet Car of the year» от «Firmenwagen», Австрия, март 2006[57].
- Награда «Car of the Year Awards» и звание «Лучший автомобиль люкс-класса с ценой более $60 000» по версии журнала «Drive», Австралия, 2006[68].
- Награда «British Insurance Car Security Award» за безопасность, 2006[69].
- Награда «Automotive Design Award» за дизайн по версии журнала «Wheels», 2006.
- Награда «EuroCarBody Award 2005» от «Automotive Circle International (ACI)», 2006[70].
- Звание «Топового автомобиля класса-люкс» по версии портала «The Auto Channel», 2006[71].
- Награда «TopAuto 2006» в категории инновационных технологий за разработку автономного круиз-контроля «Distronic Plus» от «The Auto Channel», 2006.
- Награда «Автомобильный дизайн года» в категории «лучшие сиденья», 2006[72].
- Награда «Auto Trophy» от журнала «Auto Zeitung», Германия, ноябрь 2007[57].
- Первое место в своей категории (наряду с Audi A8) в рейтинге наименьшего количества проблем после 90 дней с момента покупки автомобиля от глобального маркетингового сервиса «J.D. Power and Associates»[73];
- Награда «Automotive Excellence Award for Safety» за безопасность от американского научно-популярного журнала Popular Mechanics, 2007[74].
- Награда «Safety Award» за безопасность от издания «What Car?», Великобритания, 2007[75].
- Награда «Best Car Awards» от немецкого издания «Auto, Motor und Sport», январь 2008[57].

## Галерея

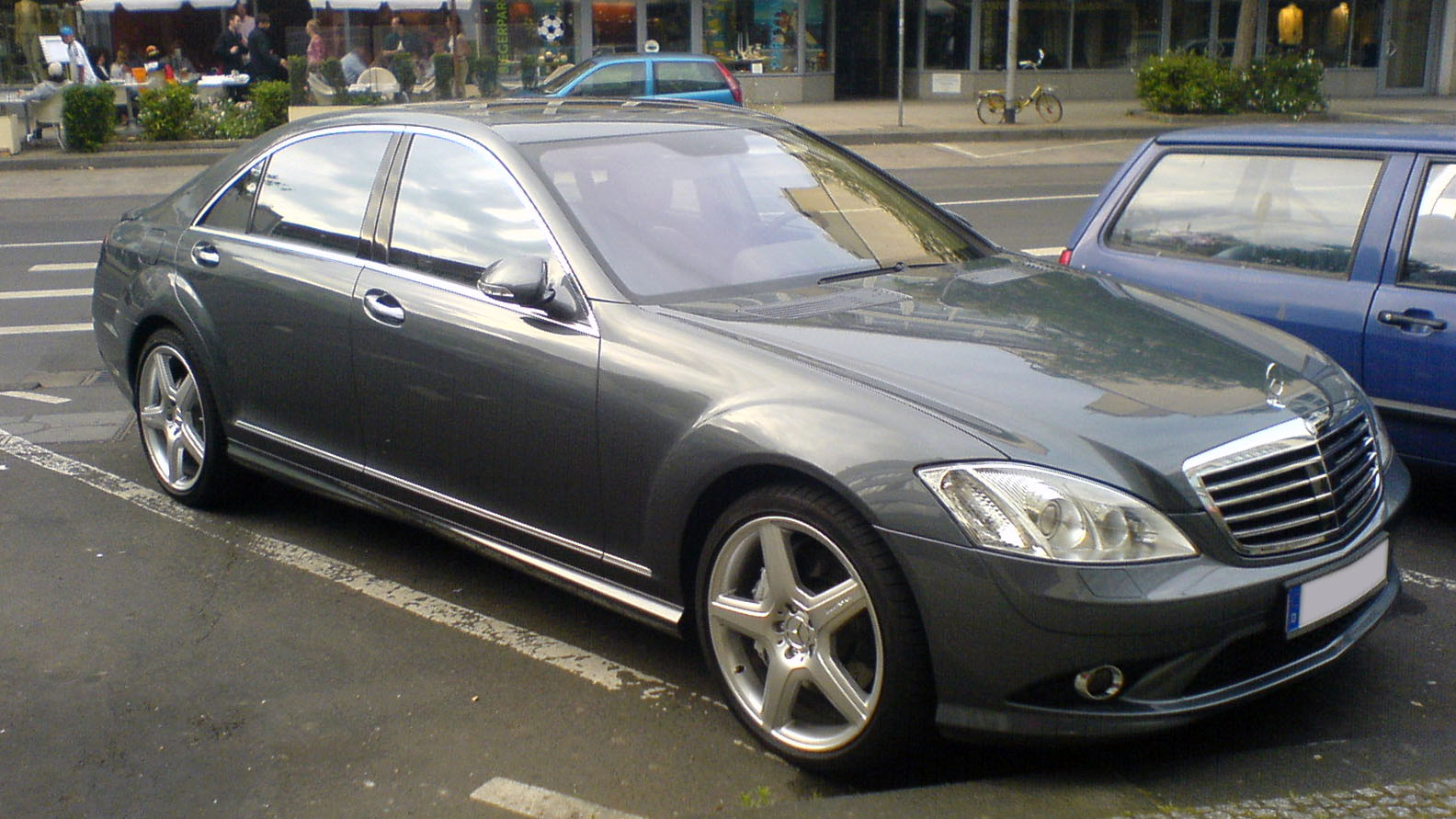
S500 L с AMG пакетом
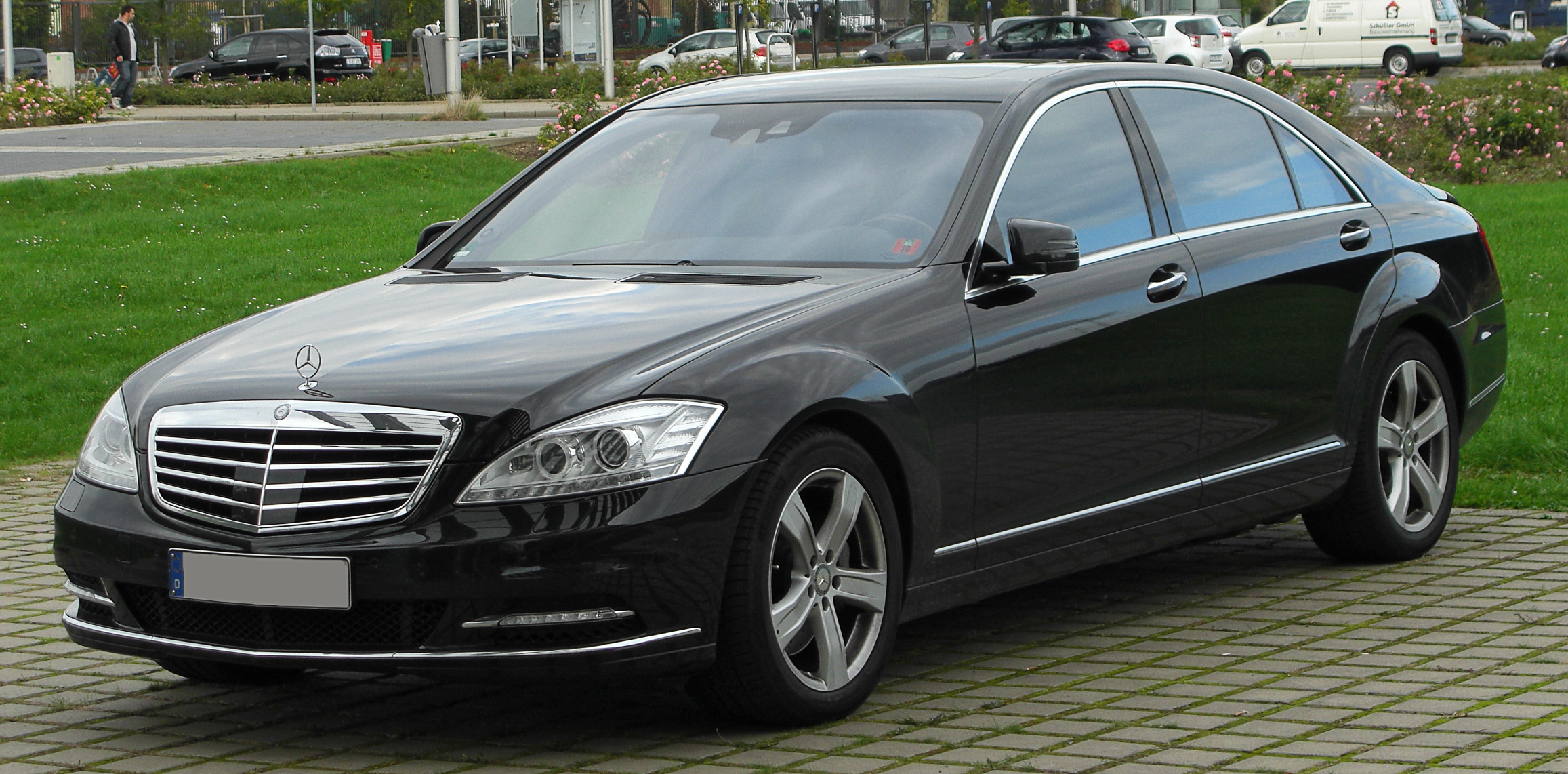
V221 после фейслифтинга, вид спереди
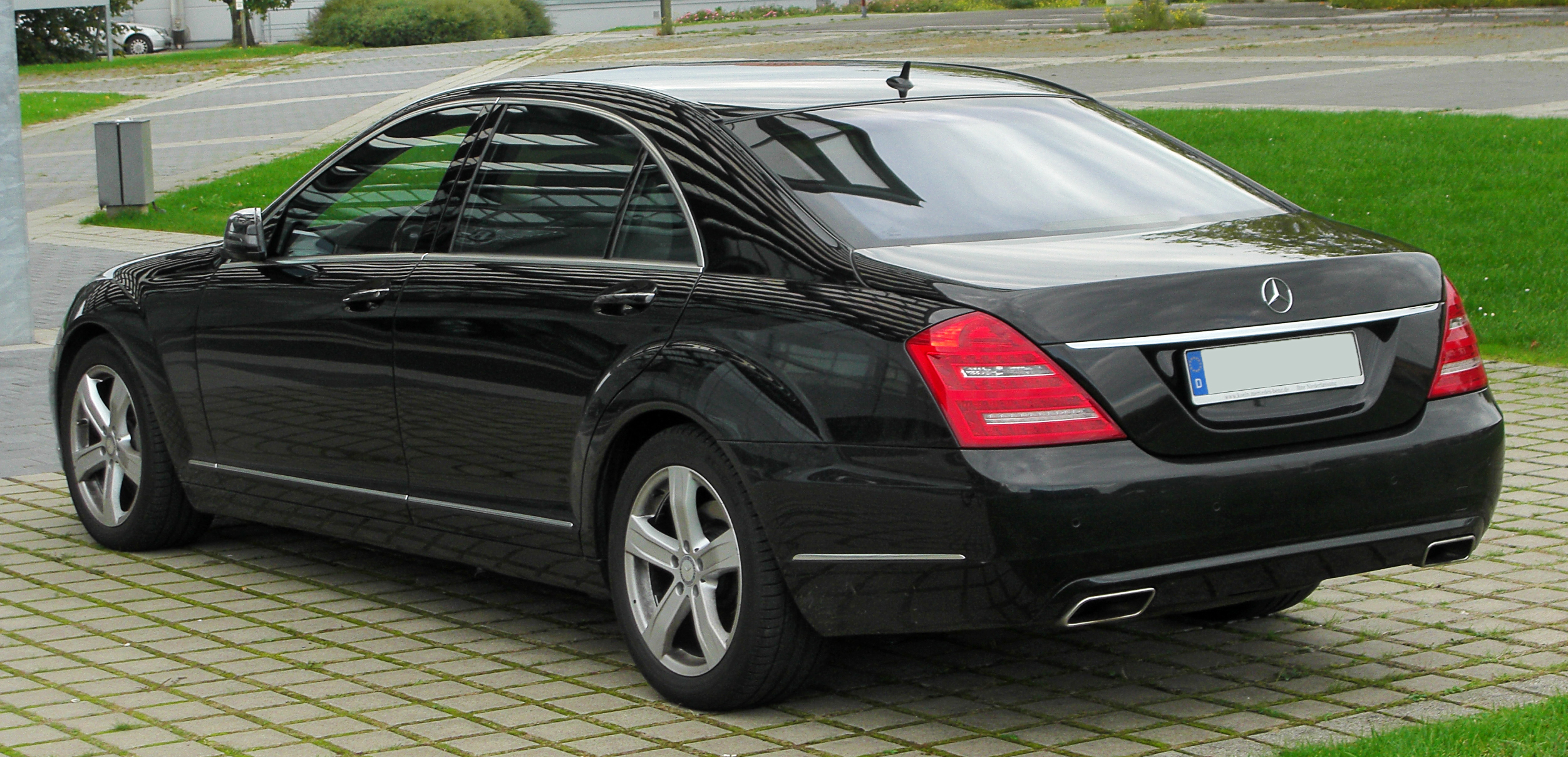
V221 после фейслифтинга, вид сзади
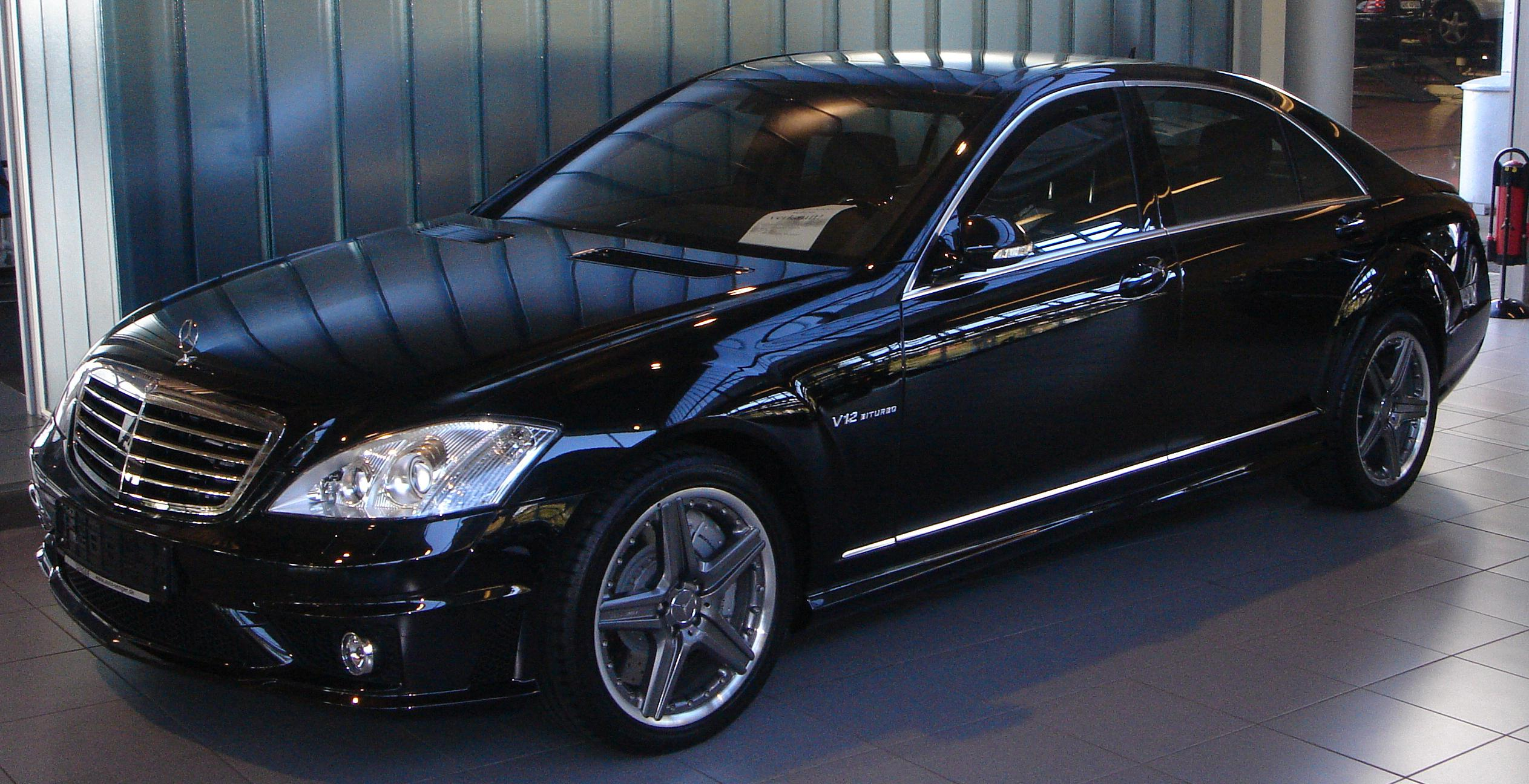
S65 AMG
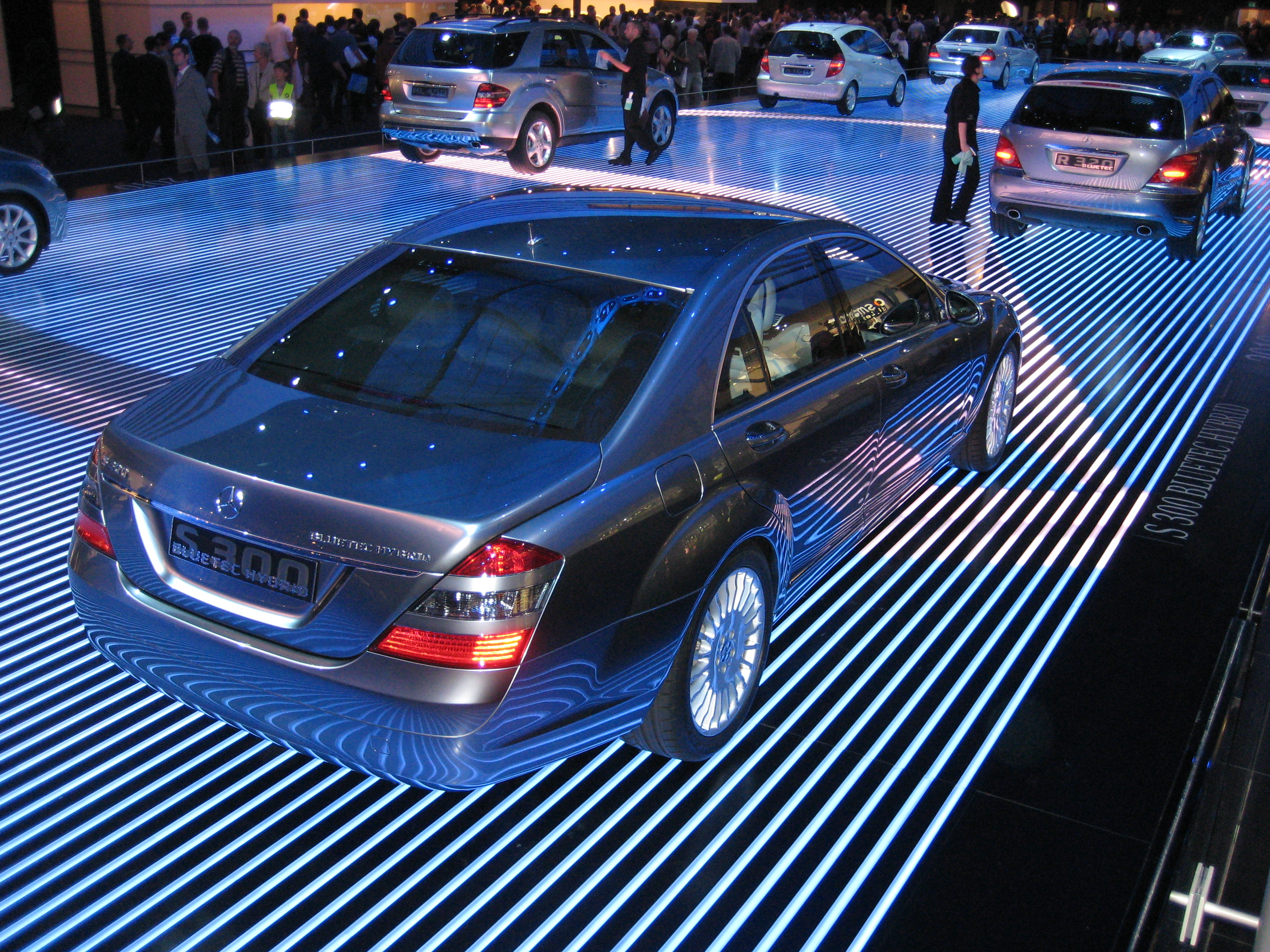
S300 BlueTEC Hybrid
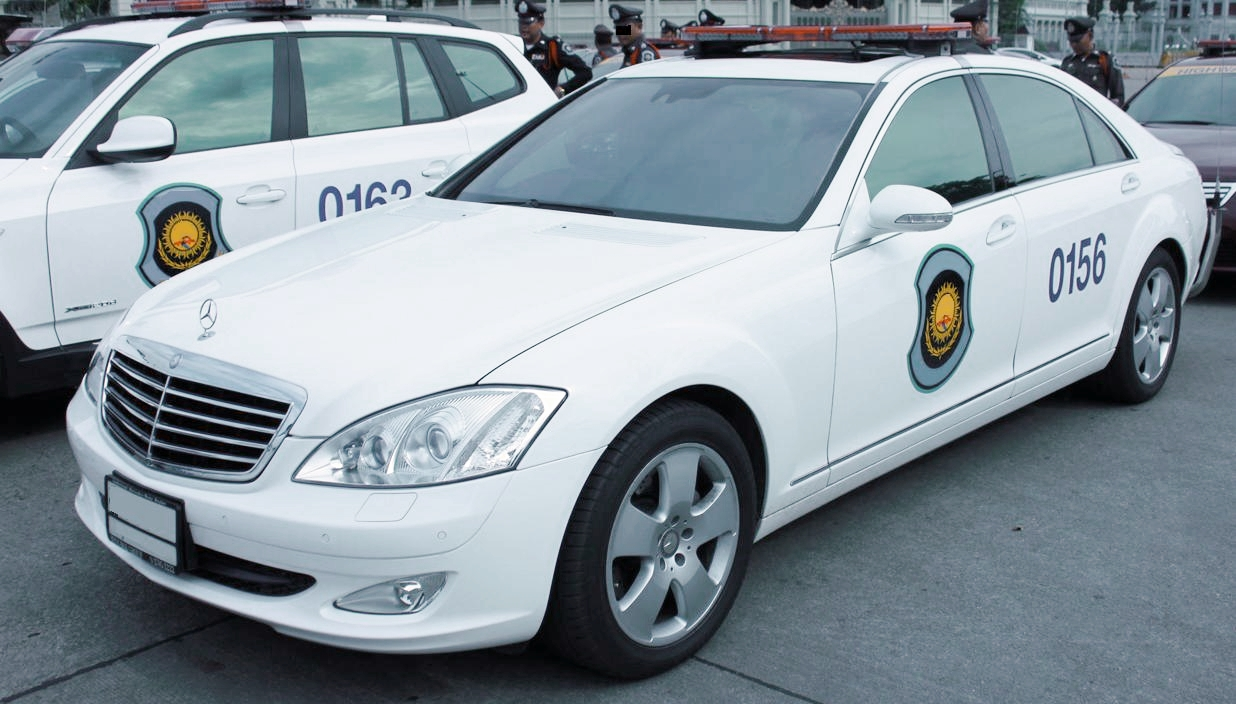
Автомобиль Королевской тайской полиции